# 爱德华·温切斯特
爱德华·温切斯特（英語：Edward Winchester，1970年12月16日—2020年4月22日），加拿大前男子赛艇运动员。他曾代表加拿大参加世界赛艇锦标赛，获得一枚金牌和二枚铜牌，均来自轻量级项目。